# باتشونغ
باتشونغ (بالصينية: 巴中市 )‏ هي مدينة على مستوى محافظة، في جمهورية الصين الشعبية، تتبع سيتشوان، تبلغ مساحتها 12,301 كيلومتر مربع، رمزها البريدي هو 636600.

## المناخ
يظهر الجدول التالي التغييرات المناخية على مدار السنة لباتشونغ:
| البيانات المناخية لـباتشونغ                            | البيانات المناخية لـباتشونغ | البيانات المناخية لـباتشونغ | البيانات المناخية لـباتشونغ | البيانات المناخية لـباتشونغ | البيانات المناخية لـباتشونغ | البيانات المناخية لـباتشونغ | البيانات المناخية لـباتشونغ | البيانات المناخية لـباتشونغ | البيانات المناخية لـباتشونغ | البيانات المناخية لـباتشونغ | البيانات المناخية لـباتشونغ | البيانات المناخية لـباتشونغ | البيانات المناخية لـباتشونغ |
| الشهر                                                  | يناير                       | فبراير                      | مارس                        | أبريل                       | مايو                        | يونيو                       | يوليو                       | أغسطس                       | سبتمبر                      | أكتوبر                      | نوفمبر                      | ديسمبر                      | المعدل السنوي               |
| ------------------------------------------------------ | --------------------------- | --------------------------- | --------------------------- | --------------------------- | --------------------------- | --------------------------- | --------------------------- | --------------------------- | --------------------------- | --------------------------- | --------------------------- | --------------------------- | --------------------------- |
| الدرجة القصوى °م (°ف)                                  | 19.1 (66.4)                 | 22.6 (72.7)                 | 30.4 (86.7)                 | 34.0 (93.2)                 | 35.8 (96.4)                 | 37.1 (98.8)                 | 39.4 (102.9)                | 40.6 (105.1)                | 38.2 (100.8)                | 32.8 (91.0)                 | 25.9 (78.6)                 | 17.5 (63.5)                 | 40.6 (105.1)                |
| متوسط درجة الحرارة الكبرى °م (°ف)                      | 9.7 (49.5)                  | 12.9 (55.2)                 | 17.9 (64.2)                 | 23.3 (73.9)                 | 27.1 (80.8)                 | 29.3 (84.7)                 | 32.4 (90.3)                 | 31.8 (89.2)                 | 27.7 (81.9)                 | 21.7 (71.1)                 | 16.7 (62.1)                 | 10.6 (51.1)                 | 21.8 (71.2)                 |
| المتوسط اليومي °م (°ف)                                 | 5.9 (42.6)                  | 8.6 (47.5)                  | 12.5 (54.5)                 | 17.6 (63.7)                 | 21.6 (70.9)                 | 24.5 (76.1)                 | 27.2 (81.0)                 | 26.4 (79.5)                 | 22.8 (73.0)                 | 17.5 (63.5)                 | 12.3 (54.1)                 | 7.0 (44.6)                  | 17.0 (62.6)                 |
| متوسط درجة الحرارة الصغرى °م (°ف)                      | 3.2 (37.8)                  | 5.6 (42.1)                  | 8.6 (47.5)                  | 13.2 (55.8)                 | 17.3 (63.1)                 | 20.8 (69.4)                 | 23.3 (73.9)                 | 22.6 (72.7)                 | 19.5 (67.1)                 | 14.8 (58.6)                 | 9.4 (48.9)                  | 4.6 (40.3)                  | 13.6 (56.4)                 |
| أدنى درجة حرارة °م (°ف)                                | −3.0 (26.6)                 | −1.1 (30.0)                 | 0.3 (32.5)                  | 3.6 (38.5)                  | 10.1 (50.2)                 | 15.1 (59.2)                 | 18.6 (65.5)                 | 17.0 (62.6)                 | 13.3 (55.9)                 | 7.0 (44.6)                  | 0.9 (33.6)                  | −3.6 (25.5)                 | −3.6 (25.5)                 |
| الهطول مم (إنش)                                        | 10.8 (0.43)                 | 16.6 (0.65)                 | 30.6 (1.20)                 | 68.1 (2.68)                 | 124.0 (4.88)                | 160.8 (6.33)                | 244.8 (9.64)                | 170.8 (6.72)                | 153.0 (6.02)                | 84.9 (3.34)                 | 38.1 (1.50)                 | 14.7 (0.58)                 | 1٬117٫2 (43.97)             |
| متوسط أيام هطول الأمطار (≥ 0.1 mm)                     | 7.3                         | 7.4                         | 10.8                        | 12.3                        | 13.5                        | 13.6                        | 14.8                        | 11.4                        | 14.0                        | 13.8                        | 10.2                        | 7.7                         | 136.8                       |
| متوسط الرطوبة النسبية (%)                              | 79                          | 76                          | 72                          | 71                          | 71                          | 77                          | 77                          | 76                          | 79                          | 83                          | 82                          | 82                          | 77                          |
| المصدر #1: China Meteorological Data Service Center    |                             |                             |                             |                             |                             |                             |                             |                             |                             |                             |                             |                             |                             |
| المصدر #2: Weather China(precipitation days 1971–2000) |                             |                             |                             |                             |                             |                             |                             |                             |                             |                             |                             |                             |                             |

## التقسيمات الإدارية
- Bazhou, Bazhong [الإنجليزية]‏
- Tongjiang County [الإنجليزية]‏
- Nanjiang County [الإنجليزية]‏
- Pingchang County [الإنجليزية]‏
- Enyang, Bazhong [الإنجليزية]‏.